# Жаскешу (Сариагаський район)
Жаскешу́ (каз. Жаскешу) — село у складі Сариагаського району Туркестанської області Казахстану. Входить до складу Кзилжарського сільського округу.
У радянські часи село називалось Ясикічу.
Населення — 1459 осіб (2021; 1140 у 2009, 970 у 1999, 780 у 1989).